# Río Aragón
Río Aragón är ett vattendrag i Spanien. Det ligger i den nordöstra delen av landet, 260 km nordost om huvudstaden Madrid.